# Ернст Кайзер
Ернст Кайзер (нім. Ernst Kaiser; 11 травня 1917 - 2 листопада 1943, Норвегія) - німецький пілот-спостерігач, обер-фельдфебель люфтваффе. Кавалер Німецького хреста в золоті.

## Нагороди
- Залізний хрест 2-го і 1-го класу
- Почесний Кубок Люфтваффе (7 жовтня 1941)
- Нагрудний знак спостерігача
- Авіаційна планка розвідувальної авіації
- Німецький хрест в золоті (13 або 19 січня 1942)
- Нагрудний знак стрільця-радиста